# Rhacophorus suffry
Espèce
Statut de conservation UICN

 LC  : Préoccupation mineure
Rhacophorus suffry est une espèce d'amphibien de la famille des Rhacophoridae.

## Répartition
Cette espèce est endémique de l’État d'Assam en Inde.

## Publication originale
- Bordoloi, Bortamuli & Ohler, 2007 : Systematics of the genus Rhacophorus (Amphibia, Anura): Identity of red-webbed forms and description of a new species from Assam. Zootaxa, no 1653, p. 1-20.